# Nellisova letecká základna
Nellisova letecká základna (anglicky Nellis Air Force Base; kód IATA je LSV, kód ICAO KLSV, kód FAA LID LSV) je vojenská letecká základna Letectva Spojených států amerických nacházející se 11,4 kilometru severovýchodně od města Las Vegas ve státě Nevada.
Je domovskou základnou 57. křídla (57th Wing; 57 WG), které podléhá Velitelství vzdušného boje (Air Combat Command). Jedná se o křídlo speciálně zaměřené na výcvik bojových pilotů, jimž je schopno umožnit výcvik na jakémkoli typu bojového letadla, kterým americké letectvo disponuje. Během výcviku se piloti učí spolupracovat i s ostatními vojenskými složkami z řad americké armády, námořnictva, námořní pěchoty a též s armádními složkami amerických spojenců.
V současnosti patří ke stabilní výzbroji křídla letouny McDonnell Douglas F-15 Eagle, Fairchild A-10 Thunderbolt II, General Dynamics F-16 Fighting Falcon, Lockheed Martin/Boeing F-22 Raptor a dále vojenské helikoptéry Sikorsky HH-60 Pave Hawk. Na Nellisově základně také sídlí oficiální předváděcí letka USAF s názvem Thunderbirds, která je organizačně podřízena 57. křídlu.